# Julius Koch (Önologe)
Julius Koch (* 28. Februar 1912 in Frankfurt am Main; † 2. Juli 1991 in Eltville am Rhein) war ein deutscher Önologe und Lebensmittelchemiker.
Julius Koch hatte die Leitung des Instituts für Obst- und Gemüseverwertung an der Forschungsanstalt Geisenheim inne und übergab diese 1959 an Karl Wucherpfennig. Koch gründete 1959 mit Hilfe von Ludwig Eckes von der Eckes AG das Institut für Getränkeforschung GmbH als Forschungs- und Entwicklungszentrum und zur ständigen Qualitätskontrolle in Nieder-Olm bei Mainz.

## Forschung und Produktion
Zitrusfruchtsäfte waren in den 1950er-Jahren in Deutschland noch kaum verbreitet. Der Leitgedanke von Ludwig Eckes war, dass das abgefüllte Produkt dem frisch ausgepresstem Orangensaft kaum nachstehen darf. So entwickelten Eckes und Koch 1957 verbindliche Qualitätsrichtlinien für die Produktion von konzentriertem Orangensaft, dessen Rückverdünnung und Heißabfüllung.
Dem Institut für Getränkeforschung stand Koch bis zum 31. Dezember 1976 als Direktor vor. Die Zitrusfrüchte und Orangensaft wurden ein Schwerpunkt seiner Arbeit. 1958 kam Hohes C als erster Orangensaft in Flaschen auf den deutschen Markt. 1963 folgte dann Dr. Kochs naturtrüber Apfelsaft. Der erste Multivitaminfruchtsaft war 1979 Dr. Koch’s Trink 10.

## Schriften
- mit Hugo Schanderl, Erich Kolb: Fruchtweine. 7. Auflage. Ulmer, Stuttgart 1981, ISBN 3-8001-5518-4.
- Getränkebeurteilung. Stuttgart 1986.
- Neuzeitliche Erkenntnisse aus dem Gebiet der Süßmostherstellung. Frankfurt 1956.
- Über die Bedeutung des Redoxpotentials bei der Beurteilung des Geschmacks. Institut für Obst- und Gemüseverwertung, Geisenheim am Rhein.
- Zur Beurteilung naturreiner Fruchtsäfte (Süßmoste). Institut für Obst- und Gemüseverwertung, Geisenheim am Rhein.